# Patrick Joseph Sullivan (Politiker, 1877)
Patrick Joseph Sullivan (* 12. Oktober 1877 in Pittsburgh, Pennsylvania; † 31. Dezember 1946 ebenda) war ein US-amerikanischer Politiker.
Sullivan arbeitete von 1890 bis 1900 in den Homestead Axle Works in Homestead und war danach von 1900 bis 1909 in Pittsburgh in der Stahlindustrie tätig. In dieser Zeit gehörte Sullivan von 1906 bis 1909 dem Stadtrat an. Von 1916 bis 1923 war er Polizeimagistrat.
Sullivan wurde 1928 als Republikaner in den Kongress gewählt und vertrat dort den 34. Wahlbezirk Pennsylvanias vom 4. März 1929 bis zum 3. März 1933 im US-Repräsentantenhaus. 1936 wurde er erneut Polizeimagistrat in Pittsburgh und blieb dies bis zu seinem Tod 1946. Sullivan wurde auf dem Calvary Cemetery beigesetzt.